# Coussarea talamancana
Coussarea talamancana är en måreväxtart som beskrevs av Paul Carpenter Standley. Coussarea talamancana ingår i släktet Coussarea och familjen måreväxter.
Artens utbredningsområde är Costa Rica. Inga underarter finns listade i Catalogue of Life.